# Aleksandr Denisov
Aleksandr Michajlovič Denisov (in russo Александр Михайлович Денисов?; 23 febbraio 1989) è un ex calciatore russo, di ruolo difensore.